# Festuca calabrica
Festuca calabrica là một loài thực vật có hoa trong họ Hòa thảo. Loài này được Huter, Porta & Rigo ex Hack. mô tả khoa học đầu tiên năm 1882.